# 山口県道200号陶湯田線
山口県道200号陶湯田線（やまぐちけんどう200ごうすえゆだせん）は、山口県山口市を通る一般県道である。

## 概要
山口市陶から山口市神田町に至る。

### 路線データ
- 起点：山口市陶（陶小学校前交差点、国道2号交点、山口県道335号江崎陶線終点）
- 終点：山口市神田町（神田町交差点、国道9号交点）
- 通行不能区間：山口市陶 - 山口市黒川（陶峠付近）

## 歴史
- 2023年（令和5年）7月28日 - 山口県報第215号により、山口市黒川に新たな路線が認定される。当面は旧道とのダブルウェイとなる[1]。

## 路線状況

### 愛称
- 山大通り（山口大学前 - 下湯田交差点）

### 重複区間
- 山口県道61号山口小郡秋穂線（山口市黒川・平野交差点 - 山口市平井・古曽交差点）
- 山口県道206号湯田停車場線（山口市若宮町 - 山口市葵1丁目・下湯田交差点）
- 山口県道204号宮野大歳線（山口市葵1丁目・下湯田交差点 - 山口市湯田温泉1丁目・湯田温泉一丁目交差点）

### 道路施設

#### 橋梁
- 平野橋（九田川、山口市）
- 新平野橋（新道側：九田川、山口市）
- 秋穂渡瀬橋（椹野川、山口市）

## 地理

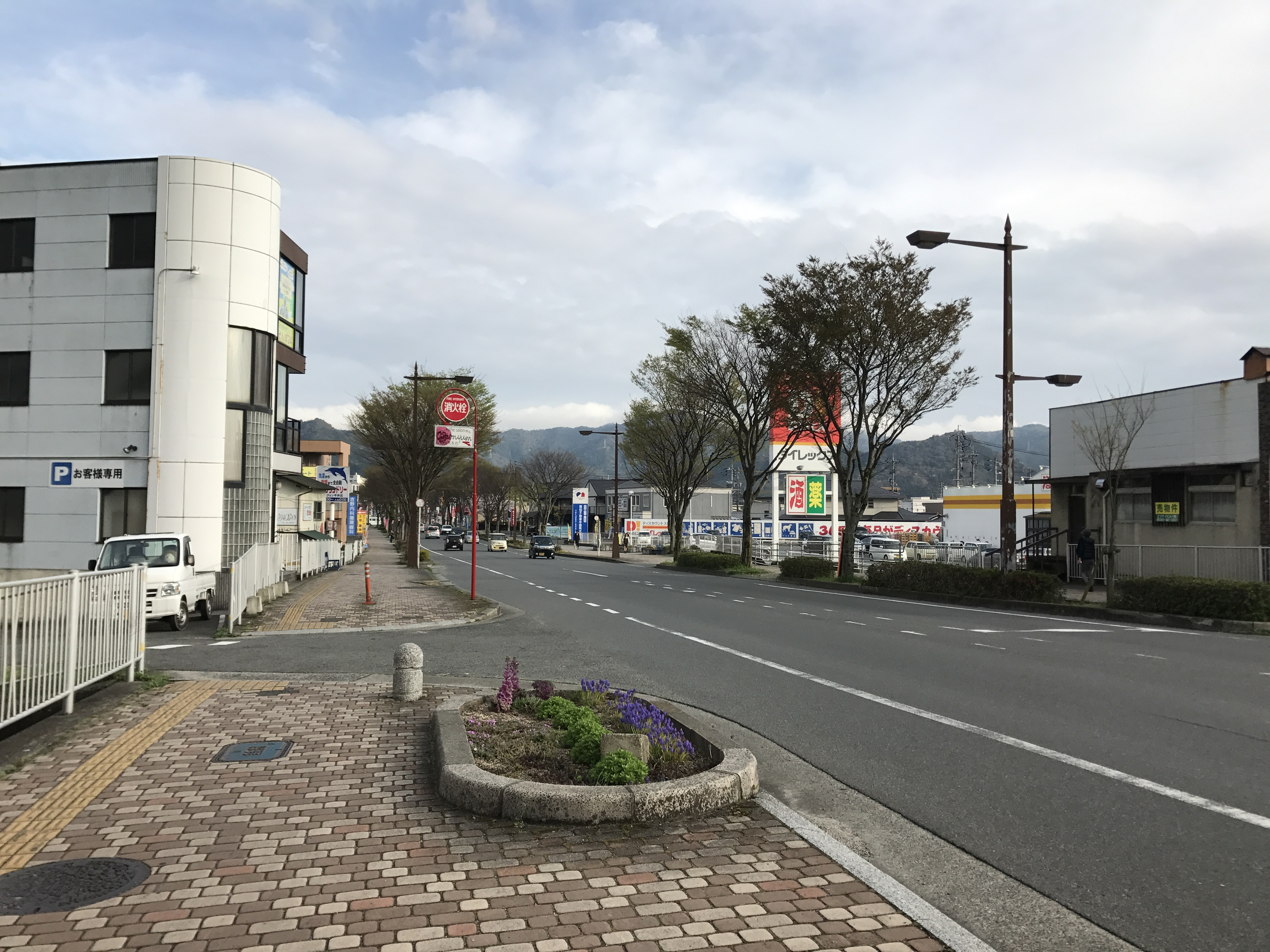
秋穂渡瀬橋から山口大学方面を望む

### 通過する自治体
- 山口県
  - 山口市

### 交差する道路
| 交差する道路                                                                | 交差する場所  | 交差する場所            |
| --------------------------------------------------------------------------- | ------------- | ----------------------- |
| 国道2号 山口県道335号江崎陶線                                               | 陶            | 陶小学校前交差点 / 起点 |
| 通行不能区間                                                                |               |                         |
| 山口県道61号山口小郡秋穂線 重複区間起点                                     | 黒川          | 平野交差点              |
| 山口県道61号山口小郡秋穂線 重複区間終点                                     | 平井          | 古曽交差点              |
| 山口県道501号山口秋吉台公園自転車道線                                       | 穂積町        |                         |
| 山口県道206号湯田停車場線 重複区間起点                                      | 若宮町        |                         |
| 山口県道204号宮野大歳線 重複区間起点 山口県道206号湯田停車場線 重複区間終点 | 葵1丁目       | 下湯田交差点            |
| 山口県道204号宮野大歳線 重複区間終点                                        | 湯田温泉1丁目 | 湯田温泉一丁目交差点    |
| 国道9号                                                                     | 神田町        | 神田町交差点 / 終点     |

### 交差する鉄道
- 山陽新幹線
- 山口線

### 沿線
- 山口市立陶小学校
- 山口陶簡易郵便局
- 山口県動物愛護センター
- 山口リハビリテーション病院
- 山口県立西京高等学校
- 平川地域交流センター
- 山口平川郵便局
- E2A 中国自動車道 32-1 湯田温泉SIC[注釈 1]
- 山口大学 吉田キャンパス
- 湯田温泉
- JR西日本山口線 湯田温泉駅
- 中原中也記念館
- 山口神田郵便局
- 山口市立湯田小学校
- 山口市立湯田中学校
- 山口総合庁舎

### 峠
- 陶峠（山口市）